# Sofia Arimattei
Sofia Arimattei (Roma, 17 gennaio 1981) è una pallavolista italiana.
Gioca nel ruolo di schiacciatrice.

## Carriera
La carriera di Sofia Arimattei comincia nel 1996 nel Gierre Roma Pallavolo, giocando nella squadra che disputa il campionato di Serie C1; nella stagione successiva fa il suo esordio nella pallavolo professionistica vestendo la maglia del Volleyrò Casal de' Pazzi, in Serie A2: tuttavia il campionato si conclude con una retrocessione e con la stessa squadra disputa anche l'annata successiva in Serie B1. Tra il 1999 ed il 2002 resta nella stessa categoria giocando prima con la Polisportiva Roma 7 Volley e poi per la Roma Pallavolo.
Nella stagione 2002-03 viene ingaggiata dall'Airone, in Serie A2, ma nel mese di novembre viene ceduta all'Olimpia Teodora di Ravenna, in Serie A1 dove resta anche nell'annata successiva. Nella stagione 2004-05 passa al River Rivergaro in serie cadetta, torna poi in massima divisione nel campionato successivo acquistata dal Giannino Pieralisi Volley di Jesi, per poi riscendere nuovamente in Serie A2 nella stagione 2006-07 con l'Effe Sport Isernia.
Nella stagione 2007-08 si trasferisce in Spagna, nel Club Atlético Voleibol Murcia 2005 dove si aggiudica il campionato, la Coppa nazionale e la Supercoppa; la stagione successiva va invece al Balakovskaja AĖS, militante nel massimo campionato russo, ma l'esperienza dura pochi mesi e a dicembre rientra in Italia per giocare nel Forlì in Serie A2.
Nella stagione 2009-10 è sempre in serie cadetta con il Joy Volley Vicenza, mentre in quella successiva veste la maglia del Chieri Volley, dove resta per due annate, ottenendo al termine del campionato 2011-12 la promozione in Serie A1; nella stagione 2012-13 torna in massima serie ingaggiata dal Forlì Bologna.
Nell'annata 2013-14 disputa nuovamente il campionato di Serie A2 con il Volley Soverato per poi ritornare in Serie A1 nell'annata successiva vestendo la maglia della Imoco Volley di Conegliano.

## Palmarès

### Club
- Campionato spagnolo: 1

2007-08
- Coppa della Regina: 1

2007-08
- Supercoppa spagnola: 1

2007